# Osiedle Braniborskie
Osiedle Braniborskie (przed 1945 An der Grünbergshöhe) – osiedle Zielonej Góry,  położone w południowo-wschodniej części miasta. 
Osiedle znajduje się na najwyższym punkcie Wzgórza Zielonogórskiego (Braniborskiego) 203 metry n.p.m., około 2 km od centrum miasta. Na szczycie wzgórza stoi Wieża Braniborska, na której znajduje się obserwatorium astronomiczne Uniwersytetu Zielonogórskiego. Osiedle od wschodu graniczy z zespołem przyrodniczo-krajobrazowym Park Braniborski, a od południa z terenami leśnymi. Jego cechą charakterystyczną są znaczne różnice poziomów oraz stromy bieg ulic. Ze względu na znaczne oddalenie od dróg o znacznym natężeniu ruchu ulokowano tu Dom Pomocy Społecznej dla Kombatantów oraz placówki oświatowe: Publiczna Szkoła Podstawowa nr 7 im. Mikołaja Kopernika, Miejskie Przedszkole nr 38, Żłobek Miejski nr 7. Główną oś osiedla stanowi ulica Braniborska, którą jednokierunkowo kursuje linia autobusowa MZK linii 6. Na terenie osiedla znajdują się: Wojewódzki Inspektorat Ochrony Środowiska (ul. Lubuska),  stacja benzynowa Orlen (ul. Wrocławska), kompleks usługowy m.in. z marketem Delikatesy Centrum (ul. Braniborska) parafia i kościół pw. św. Urbana I (ul. Lubuska).